# Ruczny
Ruczny (biał. Ручное, Rucznoje; ros. Ручное, Rucznoje) – wieś na Białorusi, w obwodzie homelskim, w rejonie lelczyckim, w sielsowiecie Stodolicze, nad Uborcią.

## Historia
Pod zaborami i w dwudziestoleciu międzywojennym chutor. W XIX i w początkach XX w. położony był w Rosji, w guberni mińskiej, w powiecie mozyrskim.
Po I wojnie światowej pod administracją polską, w Zarządzie Cywilnym Ziem Wschodnich, w okręgu brzeskim, w powiecie mozyrskim.
W wyniku postanowień traktatu ryskiego znalazł się w granicach Związku Sowieckiego. Od 1991 w niepodległej Białorusi.